# Nikos Stauropoulos
Nikolaos Stauropoulos, detto Nikos (in greco Νικόλαος "Νίκος" Σταυρόπουλος?; Larissa, 17 giugno 1959), è un ex cestista, allenatore di pallacanestro e dirigente sportivo greco.

## Carriera
Con la Grecia ha disputato i Campionati mondiali del 1986 e due edizioni dei Campionati europei (1983, 1987).

## Palmarès

### Giocatore
- Campionato greco: 1

PAOK Salonicco: 1991-92
- Coppa di Grecia: 1

PAOK Salonicco: 1984
- Coppa delle Coppe: 1

PAOK Salonicco: 1990-91